# Margherita di Svezia
Margherita di Svezia, nome completo in svedese Margareta Sophie Lovisa Ingerborg Bernadotte (Stoccolma, 25 giugno 1899 – Fakse, 4 gennaio 1977), nata principessa di Svezia e di Norvegia, dopo il 1905 solo principessa di Svezia, divenne principessa di Danimarca per matrimonio.

## Famiglia d'origine
Margherita era la figlia primogenita del principe Carlo duca di Västergötland, fratello di re Gustavo V, e della principessa Ingeborg di Danimarca.

I suoi nonni paterni erano re Oscar II di Svezia e di Norvegia e la regina Sofia di Nassau; quelli materni re Federico VIII di Danimarca e la regina Luisa, nata principessa di Svezia.
Nel 1916 la sua confermazione attirò l'entusiasmo della stampa; fu detto che l'evento segnò l'inizio di una nuova era per la casa reale svedese, a cui mancavano principesse da così tanto tempo.
La famiglia trascorse l'estate a Villa Parkudden e l'inverno al Palazzo di Kronprinz. Tuttavia, nel 1908, suo padre acquistò la villa Bistrom, che divenne la loro residenza permanente.
Margherita ebbe tre fratelli minori:
- S.A.R. la principessa Marta di Svezia, che divenne principessa ereditaria di Norvegia come consorte del futuro re Olav V di Norvegia;
- S.A.R. la principessa Astrid di Svezia, che fu regina dei Belgi come consorte di re Leopoldo III del Belgio;
- S.A.R. il principe Carlo di Svezia, principe di Svezia e duca di Östergötland, dal 1937 conosciuto come principe Carlo Bernadotte.

## Matrimonio
Alla fine del 1910, la regina Mary di Teck, espresse la speranza che Margherita potesse diventare la moglie del figlio maggiore Edoardo, principe di Galles.
Il 22 maggio 1919, nella città di Stoccolma, Margherita sposò il cugino Axel di Danimarca, figlio del principe Valdemaro di Danimarca e della principessa Maria d'Orléans. Fu un matrimonio d'amore ed è stato celebrato con grandi festeggiamenti a Stoccolma. Come regalo di nozze dei genitori dello sposo, gli sposi hanno ricevuto Bernstorffshøj - una tenuta vicino al Palazzo di Bernstorff. La coppia trascorse la luna di miele nella tenuta del principe Eugenio a Örberga, nell'Östergötland
La coppia ebbe due figli:
- S.A.R. principe Georg Valdemar Carl Axel di Danimarca (16 aprile 1920-29 settembre 1986), sposò Anne Bowes-Lyon, nipote della regina Elizabeth Bowes-Lyon;
- S.A.R. principe Flemming Valdemar Carl Axel di Danimarca (9 marzo 1922-19 giugno 2002), sposò Ruth Nielsen.

## Attività di beneficenza
Margherita si adattò bene in Danimarca, che aveva spesso visitato in occasioni familiari durante la sua infanzia. Visse una vita privata dedicata alla sua famiglia nella tenuta Bernstorffshøj a Gentofte e in genere evitò la mondanità e rimase in stretto contatto con i suoi parenti all'estero. Era interessata a questioni sociali in Svezia, e divenne patrona di diverse organizzazioni di beneficenza in Danimarca, ed era la presidente di Gentofte Børnevenner.
Fu un ospite di spicco al matrimonio del 1947 tra la principessa Elisabetta e Filippo, duca di Edimburgo.
Dopo la morte di sua sorella, la regina Astrid del Belgio, nel 1935, divenne un grande sostegno per i figli di sua sorella in Belgio. Inoltre, dopo la morte dell'altra sorella, la Marta nel 1954, divenne un grande sostegno per i figli di sua sorella in Norvegia; era la madrina della principessa Marta Luisa di Norvegia.
Come vedova, era spesso di ritorno in Svezia, dove si univa ad altri membri della casa reale svedese in compiti rappresentativi alle cerimonie ufficiali, in particolare il Premio Nobel. Nella sua famiglia, era affettuosamente conosciuta come "Tante Ta" (Zia Ta).

## Morte
Morì il 4 gennaio 1977 a Tranemosegård, vicino a Fakse.
La famosa Torta della principessa è stata chiamata in onore di Margherita e delle sue sorelle.

## Albero genealogico
|                            |                           |                                                                | Genitori                              |  |  | Nonni |  |  | Bisnonni          |  |  | Trisnonni                      |  |
|                            |                           |                                                                |                                       |  |  |       |  |  | Oscar I di Svezia |  |  | Jean-Baptiste Jules Bernadotte |  |
|                            |                           |                                                                |                                       |  |  |       |  |  | Oscar I di Svezia |  |  | Jean-Baptiste Jules Bernadotte |  |
|                            |                           | Désirée Clary                                                  |                                       |  |  |       |  |  | Oscar I di Svezia |  |  |                                |  |
| Oscar II di Svezia         |                           |                                                                |                                       |  |  |       |  |  | Oscar I di Svezia |  |  |                                |  |
|                            |                           | Giuseppina di Leuchtenberg                                     | Eugenio di Beauharnais                |  |  |       |  |  |                   |  |  |                                |  |
|                            |                           | Giuseppina di Leuchtenberg                                     | Eugenio di Beauharnais                |  |  |       |  |  |                   |  |  |                                |  |
|                            |                           | Giuseppina di Leuchtenberg                                     | Augusta di Baviera                    |  |  |       |  |  |                   |  |  |                                |  |
| Carlo di Svezia            |                           | Giuseppina di Leuchtenberg                                     |                                       |  |  |       |  |  |                   |  |  |                                |  |
|                            |                           | Guglielmo di Nassau                                            | Federico Guglielmo di Nassau-Weilburg |  |  |       |  |  |                   |  |  |                                |  |
|                            |                           | Guglielmo di Nassau                                            | Federico Guglielmo di Nassau-Weilburg |  |  |       |  |  |                   |  |  |                                |  |
|                            |                           | Guglielmo di Nassau                                            | Luisa Isabella di Kirchberg           |  |  |       |  |  |                   |  |  |                                |  |
| Sofia di Nassau            |                           | Guglielmo di Nassau                                            |                                       |  |  |       |  |  |                   |  |  |                                |  |
|                            |                           | Paolina di Württemberg                                         | Paolo Federico di Württemberg         |  |  |       |  |  |                   |  |  |                                |  |
|                            |                           | Paolina di Württemberg                                         | Paolo Federico di Württemberg         |  |  |       |  |  |                   |  |  |                                |  |
|                            |                           | Paolina di Württemberg                                         | Carlotta di Sassonia-Hildburghausen   |  |  |       |  |  |                   |  |  |                                |  |
| Margherita di Svezia       |                           | Paolina di Württemberg                                         |                                       |  |  |       |  |  |                   |  |  |                                |  |
|                            | Cristiano IX di Danimarca | Federico Guglielmo di Schleswig-Holstein-Sonderburg-Glücksburg |                                       |  |  |       |  |  |                   |  |  |                                |  |
|                            | Cristiano IX di Danimarca | Federico Guglielmo di Schleswig-Holstein-Sonderburg-Glücksburg |                                       |  |  |       |  |  |                   |  |  |                                |  |
|                            | Cristiano IX di Danimarca | Luisa Carolina d'Assia-Kassel                                  |                                       |  |  |       |  |  |                   |  |  |                                |  |
| Federico VIII di Danimarca | Cristiano IX di Danimarca |                                                                |                                       |  |  |       |  |  |                   |  |  |                                |  |
|                            |                           | Luisa d'Assia-Kassel                                           | Guglielmo d'Assia-Kassel              |  |  |       |  |  |                   |  |  |                                |  |
|                            |                           | Luisa d'Assia-Kassel                                           | Guglielmo d'Assia-Kassel              |  |  |       |  |  |                   |  |  |                                |  |
|                            |                           | Luisa d'Assia-Kassel                                           | Luisa Carlotta di Danimarca           |  |  |       |  |  |                   |  |  |                                |  |
| Ingeborg di Danimarca      |                           | Luisa d'Assia-Kassel                                           |                                       |  |  |       |  |  |                   |  |  |                                |  |
|                            |                           | Carlo XV di Svezia                                             | Oscar I di Svezia                     |  |  |       |  |  |                   |  |  |                                |  |
|                            |                           | Carlo XV di Svezia                                             | Oscar I di Svezia                     |  |  |       |  |  |                   |  |  |                                |  |
|                            |                           | Carlo XV di Svezia                                             | Giuseppina di Leuchtenberg            |  |  |       |  |  |                   |  |  |                                |  |
| Luisa di Svezia            |                           | Carlo XV di Svezia                                             |                                       |  |  |       |  |  |                   |  |  |                                |  |
|                            |                           | Luisa dei Paesi Bassi                                          | Federico d'Orange-Nassau              |  |  |       |  |  |                   |  |  |                                |  |
|                            |                           | Luisa dei Paesi Bassi                                          | Federico d'Orange-Nassau              |  |  |       |  |  |                   |  |  |                                |  |
|                            |                           | Luisa dei Paesi Bassi                                          | Luisa di Prussia                      |  |  |       |  |  |                   |  |  |                                |  |
|                            |                           | Luisa dei Paesi Bassi                                          |                                       |  |  |       |  |  |                   |  |  |                                |  |